# Sadhguru
Sadhguru (tên thật là Jagadish Vasudev; sinh ngày 3 tháng 9 năm 1957) là một yogi, nhà huyền linh, tác giả sách, diễn giả, nhà thần bí, một bậc thầy tâm linh người Ấn Độ, được biết đến với các chương trình yoga trên các phương tiện thông tin đại chúng. Sadhguru là người sáng lập và người đứng đầu Isha Foundation, một tổ chức phi lợi nhuận có trụ sở tại Coimbatore thuộc Ấn Độ. Quỹ Isha được thành lập vào năm 1992, điều hành một ẩn thất tôn giáo Ashram và trung tâm yoga thực hiện các hoạt động giáo dục và tâm linh. Sadhguru đã giảng dạy yoga từ năm 1982. Ông là tác giả của cuốn sách bán chạy nhất New York Times mang tên Kỹ thuật nội tâm – Hướng dẫn đến niềm vui và Karma - Nghiệp: Chỉ dẫn kiến tạo vận mệnh của một yogi và cuốn sách có tựa "Trò chuyện với nhà thần bí" (Midnights with the Mystic: A Little Guide to Freedom and Bliss). Ông đồng thời là diễn giả thường xuyên tại các diễn đàn quốc tế. 
Sadhguru là người ủng hộ việc bảo vệ môi trường trước nguy cơ biến đổi khí hậu, ông cùng với tổ chức của ông đã dẫn đầu nhiều sáng kiến như Dự án GreenHands (PGH), Chung sức cho những dòng sông (Rally for Rivers), Lời kêu gọi Cauvery và Hành trình cứu đất (Cauvery Calling, and the Journey to Save Soil). Năm 2017, ông vinh dự được nhận được danh hiệu Padma Vibhushan là giải thưởng dân sự cao thứ hai của Ấn Độ vì những đóng góp của ông cho các hoạt động tâm linh và hoạt động nhân đạo. Cũng trong năm 2017, Sadhguru đã khánh thành bức tượng Adiyogi Shiva bức tượng bán thân lớn nhất thế giới ở Coimbatore, Ấn Độ. Vào Ngày Môi trường Thế giới năm 2022, Thủ tướng Ấn Độ Narendra Modi đã tham dự một sự kiện với Sadhguru để thảo luận về những nỗ lực cải thiện chất lượng đất đai, trong năm này, ông cũng đã phát động phong trào toàn cầu "Hành tinh có ý thức". Sadhguru cũng đã được phát biểu tại Diễn đàn kinh tế thế giới thường niên vào năm 2007, năm 2017 và năm 2020. Nhà huyền linh Sadhguru cũng đã bị giới khoa học chỉ trích vì quảng bá một số tuyên bố ngụy khoa học.

## Tiểu sử
Jagadish Vasudev thường được gọi là Jaggi, sinh ra trong một gia đình người Telugu, ông là con út trong gia đình có 5 người con với Susheela Vasudev (mẹ) và B.V. Vasudev (cha). Cha ông là bác sĩ nhãn khoa tại Bệnh viện Đường sắt Mysuru và mẹ ông là một người nội trợ. Vasudev kết hôn với Vijayakumari vào năm 1984. Năm 1990, Vijayakumari và Jaggi Hada có đứa con duy nhất là Radhe. Vijayakumari qua đời vào ngày 23 tháng 1 năm 1997. Cô con gái Radhe được đào tạo về Bharatanatyam tại Kalakshetra Foundation ở Chennai. Cô kết hôn với ca sĩ nhạc cổ điển Ấn Độ là Sandeep Narayan vào năm 2014. Sau khi hoàn thành chương trình giáo dục chính quy của mình, Vasudev không còn hứng thú với việc học sau trung học. Mặc dù cha mẹ ông muốn anh tiếp tục học lên cao, Vasudev không đồng ý và bắt đầu sự nghiệp kinh doanh. Sau này khi thành danh, khi Ayushmann Khurrana hỏi ông làm thế nào để chọn "lập trường chính trị đúng đắn", Sadhguru trả lời bằng cách nói rằng ông ta không đăng ký theo một đảng chính trị nào và những người khác cũng không nên như vậy. 
Ông khuyến khích các cá nhân bỏ phiếu cho một đảng nhất định sau khi đánh giá thành tích của họ tại chức để "xem ai tạo ra sự hợp lý hơn". Tuy nhiên, quan điểm của ông đôi khi bị coi là chủ nghĩa dân tộc theo đạo Hindu và do đó gần gũi với Đảng Bharatiya Janata. Vào năm 2019, ông gọi một sinh viên Hồi giáo ở Luân Đôn là "Taliban" và sau đó ông đã phải xin lỗi về điều này sau khi chịu những lời chỉ trích nặng nề. Sadhguru đã đưa ra một số tuyên bố không phù hợp với sự đồng thuận của giới khoa học. Mặc dù Ấn Độ đã chấp thuận phê chuẩn Công ước Minamata về thủy ngân để cấm sử dụng nó, Sadhguru vẫn ủng hộ việc sử dụng thủy ngân trong bối cảnh y học cổ truyền Ấn Độ như nền y học Siddha. Ông cũng nhiều lần tuyên bố rằng ông có thể đông đặc thủy ngân ở nhiệt độ trong phòng, một tuyên bố bị nhà khoa học Úc Sumaiya Shaikh bác bỏ. Sadhguru đã bị chỉ trích vì những phát biểu về những tác động tiêu cực mà nhật thực có thể gây ra đối với năng lượng của cơ thể.